# Вішванатан Ананд
Вішваната́н Ана́нд (11 грудня 1969, Ченнаї) — індійський шахіст, гросмейстер, чемпіон світу ФІДЕ 2000—2002 рр., колишній лідер світового рейтинг-листа, ексчемпіон світу (30 вересня 2007 — 22 листопада 2013).
Насправді Ананд — це його ім'я, а Вішванатан — по батькові, проте відтоді, як він почав виступати на міжнародному рівні, плутанина досить швидко вкорінялася, і він не заперечує проти того, що його стали називати «містер Ананд» і «Віші».
Його рейтинг на липень 2023 року — 2754 (9-те місце у світі, 1-ше в Індії).

## Шахова кар'єра
Ананд навчився грати в шахи у матері у віці 6 років і швидко став одним з найсильніших шахістів своєї країни. 1983 року (у віці 14 років) він виграв юнацький чемпіонат Індії з результатом 9 із 9. Ананд став наймолодшим (14 років) індійцем, що здобув звання «Міжнародний майстер» (1984 рік). У 16 років він став чемпіоном Індії, надалі Ананд вигравав чемпіонат Індії ще двічі. 1987 року він став першим представником Індії і, одночасно, Азії, що виграв звання Чемпіона світу серед юніорів. 1988 року Ананд став першим в Індії міжнародним гросмейстером. Завдяки йому шахи стали дуже популярними в цій країні.
З початку 90-х років Ананд грає в шахи на вищому світовому рівні. 1991 року він виграв турнір в Реджо-Емілія, випередивши сильних шахістів того часу — Гаррі Каспарова і Анатолія Карпова. Того ж року Ананд програв чвертьфінальний матч претендентів Анатолію Карпову.
1994 року Ананд виграв претендентські матчі за версією ПША у Майкла Адамса і Гати Камського. 1995 року він зустрівся в матчі за звання чемпіона світу (ПША) із Гарі Каспаровим. Цей фінальний матч відбувся в Нью-Йорку, у Всесвітньому торговому центрі (World Trade Center). Все почалося з восьми рядових нічиїх. У дев'ятій партії Ананд отримав перемогу, здійснивши красиву жертву на ферзевому фланзі. Але потім він програв чотири з п'яти партій і весь матч в цілому з рахунком 7,5:10,5.
У 1998 Ананд взяв участь в чемпіонаті світу ФІДЕ за нокаут-системою і програв у фіналі чемпіонові Анатолію Карпову. Основний матч був зіграний внічию 3-3, проте Карпов виграв обидві додаткові партії.
Ананд вигравав підряд три турніри в «Просунуті шахи» в 1999, 2000 і 2001 роках в іспанському місті Леон.
Ананд вигравав багато престижних турнірів, зокрема: у Вейк-ан-зее (1989, 1998, 2003, 2004, 2006), Лінаресі (1998 і 2007) і Дортмунді (2004).
Багато разів Ананд вигравав (1994, 1997, 2003 і 2005) турніри в Монако, на яких половина партій грається в швидкі шахи і половина — всліпу.
Ананд виграв перший і другий Кубок світу ФІДЕ: 2000 року в Шеньяні (Китай) і 2002 року в Хайдарабаді (Індія).
Ананду чотири рази присуджували приз — «Шаховий Оскар», в 1997, 1998, 2003 і 2004 роках. Цей приз присуджували найкращому шахістові року, якого визначали опитуванням провідних шахових журналістів.

### Чемпіон світу
2000 року Ананд виграв чемпіонат світу ФІДЕ за нокаут-системою. У фінальному матчі, який відбувався в Тегерані, Ананд переміг Олексія Широва з рахунком 3,5:0,5. Проте на той час у шаховому світі не було єдності, і Володимир Крамник — чемпіон світу з «класичних шахів» — у турнірі участі не брав.
У вересні 2007, через рік після подолання розколу в шаховому світі, Ананд виграв чемпіонат світу в Мексиці з результатом 9 очок із 14 (+4-0=10), випередивши чемпіона світу Володимира Крамника, а також Бориса Гельфанда, Петера Леко, Левона Ароняна, Олександра Морозевича, Олександра Грищука і Петра Свідлера. Таким чином Ананд став чемпіоном світу з шахів.
2008 року він захистив титул чемпіона світу перемогою над Володимиром Крамніком із результатом 6½:4½(+3-1=7).
2010 року захистив титул у матчі проти Веселина Топалова (6½:5½).
2012 року захистив титул у матчі проти Бориса Гельфанда. Результат матчу — нічия 6:6 (+1-1=10) у матчах із класичним контролем часу, 2½:1½ — перемога Ананда на тай-брейку у швидких шахах (25 хвилин на партію).
2013 року з рахунком 3½ — 6½ поступився Магнусу Карлсену в матчі за звання чемпіона світу і втратив цей титул.
У березні 2014 року Віші Ананд із результатом 8½ очок із 14 можливих (+3-0=11) переміг у турнірі претендентів та отримав право зіграти проти Магнуса Карлсена у матчі за звання чемпіона світу, що відбувся в листопаді 2014 року. Ананд програв матч із рахунком 4½ — 6½ (+1-3=7).
У березні 2016 року з результатом 7½ очок з 14 можливих (+4-3=7) Вішванатан посів 3 місце на турнірі претендентів, що проходив у Москві.

## Переможець турнірів

### Лідер світового рейтингу
Вигравши турнір в Морелії/Лінаресі в лютому-березні 2007 р., Ананд вперше в своїй кар'єрі посів перше місце в світовому рейтинг-листі ФІДЕ (за квітень 2007 року).
Ананд є шостим в історії шахів гравцем, який очолював світовий рейтинг (із часу його запровадження 1970 року, інші п'ять — Боббі Фішер, Анатолій Карпов, Гаррі Каспаров, Володимир Крамник і Веселин Топалов) і четвертим гравцем, що досяг рейтингу 2800 (після Каспарова, Крамника й Топалова).

### Чемпіон світу зі швидких шахів
У жовтні 2003 року ФІДЕ організувала турнір зі швидких шахів (25 хвилин плюс 10 секунд за кожен хід). Цей турнір отримав назву «Чемпіонат світу зі швидких шахів» і проводився на узбережжі Середземного моря Франції в Кап д'аг (Cap d'agde).
Перемігши у фіналі Володимира Крамника, Ананд виграв цей турнір, випередивши десятьох найсильніших шахістів світу (відсутній був тільки Гарі Каспаров).

## Стиль гри
Ананд грає дуже швидко, витрачає на обдумування ходів мінімальний час, навіть у зустрічах із сильними шахістами.
Стиль гри Ананда не піддається однозначному визначенню. Його можна назвати універсальним[джерело?]. Він дуже сильний в захисті. Серед недоліків можна відзначити психологічну нестійкість до програшів.

## Особисте життя
Ананд опублікував книгу — «Мої найкращі партії» в 1998 році і допрацьовану редакцію цієї книги в 2001 році.
Віші Ананд любить групу «Queen» і Раджів Капура, пішохідні прогулянки, цікавиться астрономією, економікою й поточними політичними подіями. Вивчає німецьку мову. Вегетаріанець[джерело?].

## Титули
- 1983 Чемпіон Індії серед хлопців до 14 років
- 1984 Міжнародний майстер — 15 років
- 1985 Чемпіон Індії — 16 років
- 1987 Чемпіон світу серед хлопців, гросмейстер
- 2000 Чемпіон світу з шахів (за версією ФІДЕ)
- 2003 Чемпіон світу зі швидких шахів (ФІДЕ)
- 2007 Чемпіон світу з шахів

## Зміни рейтингу
| На цьому місці має відображатися графік чи діаграма, однак з технічних причин його відображення наразі вимкнено. Будь ласка, не видаляйте код, який викликає це повідомлення. Розробники вже працюють для того, щоби відновити штатне функціонування цього графіка або діаграми. | |
| | На цьому місці має відображатися графік чи діаграма, однак з технічних причин його відображення наразі вимкнено. Будь ласка, не видаляйте код, який викликає це повідомлення. Розробники вже працюють для того, щоби відновити штатне функціонування цього графіка або діаграми. |